# No Nut November

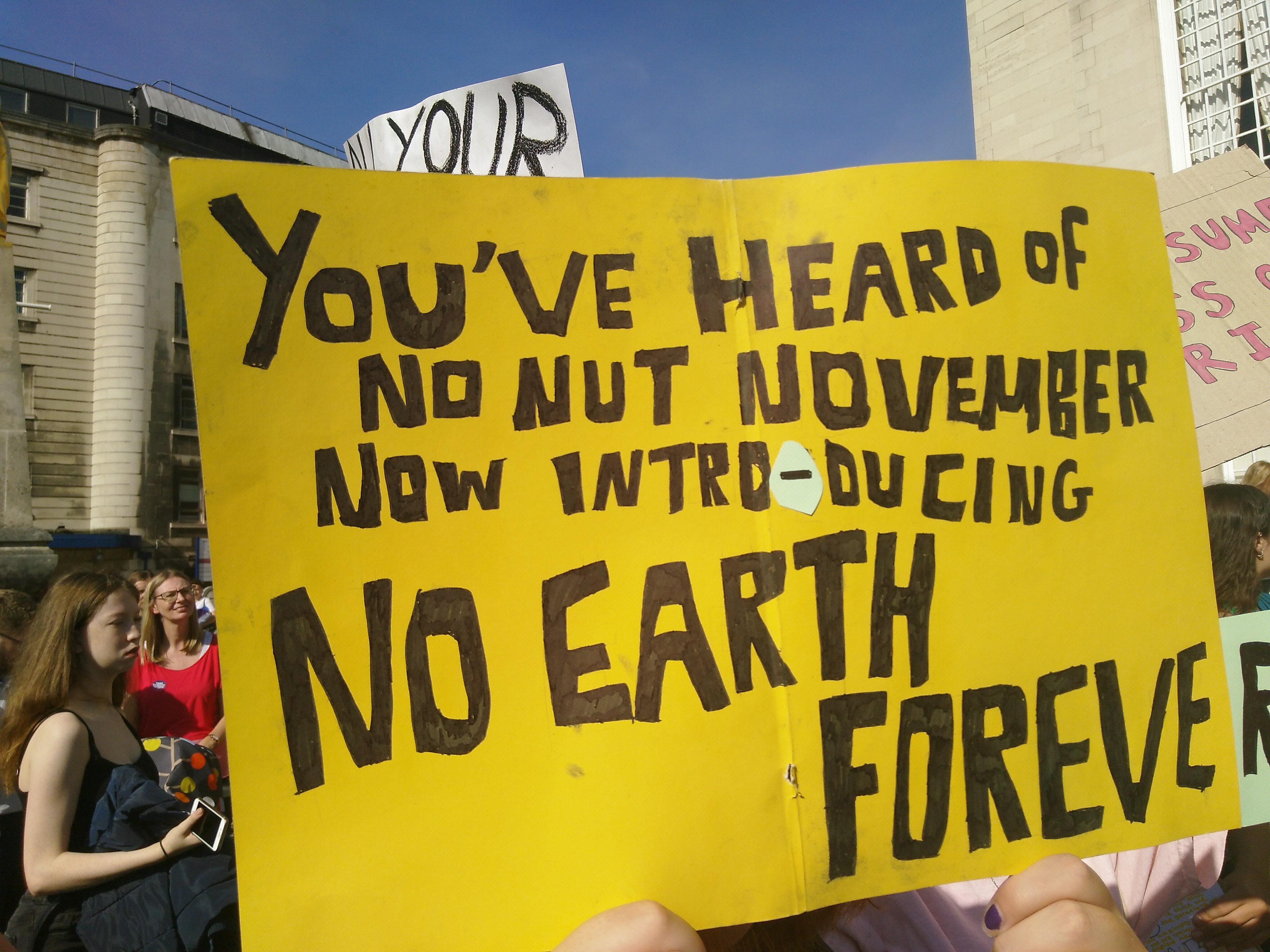
Знак протеста против изменения климата со ссылкой на Ноябрь без мастурбации и секса

Недроча́брь (калька с англ. No Nut November, NNN) — интернет-челлендж, посвящённый воздержанию, участники которого воздерживаются от мастурбации в течение ноября. К нему причастны в основном мужчины, но в нём также могут участвовать и женщины. Тот, кто с ним успешно справляется, ставит в качестве своего аватара джедая из «Звёздных войн».

## История
Хотя No Nut November первоначально был всего лишь шуткой, сейчас некоторые участники утверждают, что воздержание от эякуляции и просмотра порнографии полезно для здоровья. В 2011 году была опубликована статья Urban Dictionary, посвящённая No Nut November, а в 2017 году движение начало набирать популярность в социальных сетях. Оно связано с сообществом NoFap на Reddit, которое призывает своих участников не мастурбировать. Сообщество Reddit /r/NoNutNovember выросло с 16 500 подписчиков в ноябре 2016 года до 52 000 подписчиков на ноябрь 2019 года, до 66 000 подписчиков в ноябре 2020 года и до 114 000 подписчиков в ноябре 2021 года.
После того, как Пол Джозеф Уотсон и некоторые другие общественные деятели поддержали эту кампанию, Эйджей Диксон из журнала Rolling Stone предположила, что движение имеет ультраправые корни. Vice Media раскритиковала этот интернет-вызов в 2018 году после того, как последователи начали отправлять угрозы на аккаунт xHamster в Twitter.